# Seibert
Seibert és una població dels Estats Units a l'estat de Colorado. Segons el cens del 2000 tenia 180 habitants.

## Demografia
Segons el cens del 2000, Seibert tenia 180 habitants, 93 habitatges, i 54 famílies. La densitat de població era de 217,2 habitants per km².
Dels 93 habitatges en un 16,1% hi vivien nens de menys de 18 anys, en un 48,4% hi vivien parelles casades, en un 7,5% dones solteres, i en un 40,9% no eren unitats familiars. En el 36,6% dels habitatges hi vivien persones soles el 21,5% de les quals corresponia a persones de 65 anys o més que vivien soles. El nombre mitjà de persones vivint en cada habitatge era d'1,94 i el nombre mitjà de persones que vivien en cada família era de 2,51.
Per edats la població es repartia de la següent manera: un 16,1% tenia menys de 18 anys, un 1,7% entre 18 i 24, un 26,1% entre 25 i 44, un 26,7% de 45 a 60 i un 29,4% 65 anys o més.
L'edat mediana era de 49 anys. Per cada 100 dones de 18 o més anys hi havia 93,6 homes.
La renda mediana per habitatge era de 24.583 $ i la renda mediana per família de 32.083 $. Els homes tenien una renda mediana de 30.000 $ mentre que les dones 12.500 $. La renda per capita de la població era de 16.806 $. Entorn del 7,8% de les famílies i el 13,3% de la població estaven per davall del llindar de pobresa.

## Poblacions més properes
El següent diagrama mostra les poblacions més properes.